# Zale janisca
Zale janisca là một loài bướm đêm trong họ Erebidae.